# Дёберн
Дёберн (нем. Döbern) — город в Германии, в земле Бранденбург. Известен своими стекольными традициями - сначала Glashuette Doebern (с 2002 года принадлежал Гусевскому хрустальному заводу), далее Lausitzer Glushuette, сейчас завод Cristalica.
Входит в состав района Шпре-Найсе. Подчиняется управлению Дёберн-Ланд. Население составляет 3618 человек (на 31 декабря 2010 года). Занимает площадь 15,73 км². Официальный код — 12 0 71 044.
Официальным языком в населённом пункте, помимо немецкого, является лужицкий.
| Год  | Население |
| ---- | --------- |
| 2005 | 3983      |
| 2010 | 3642      |